# Hanseatisches Oberlandesgericht

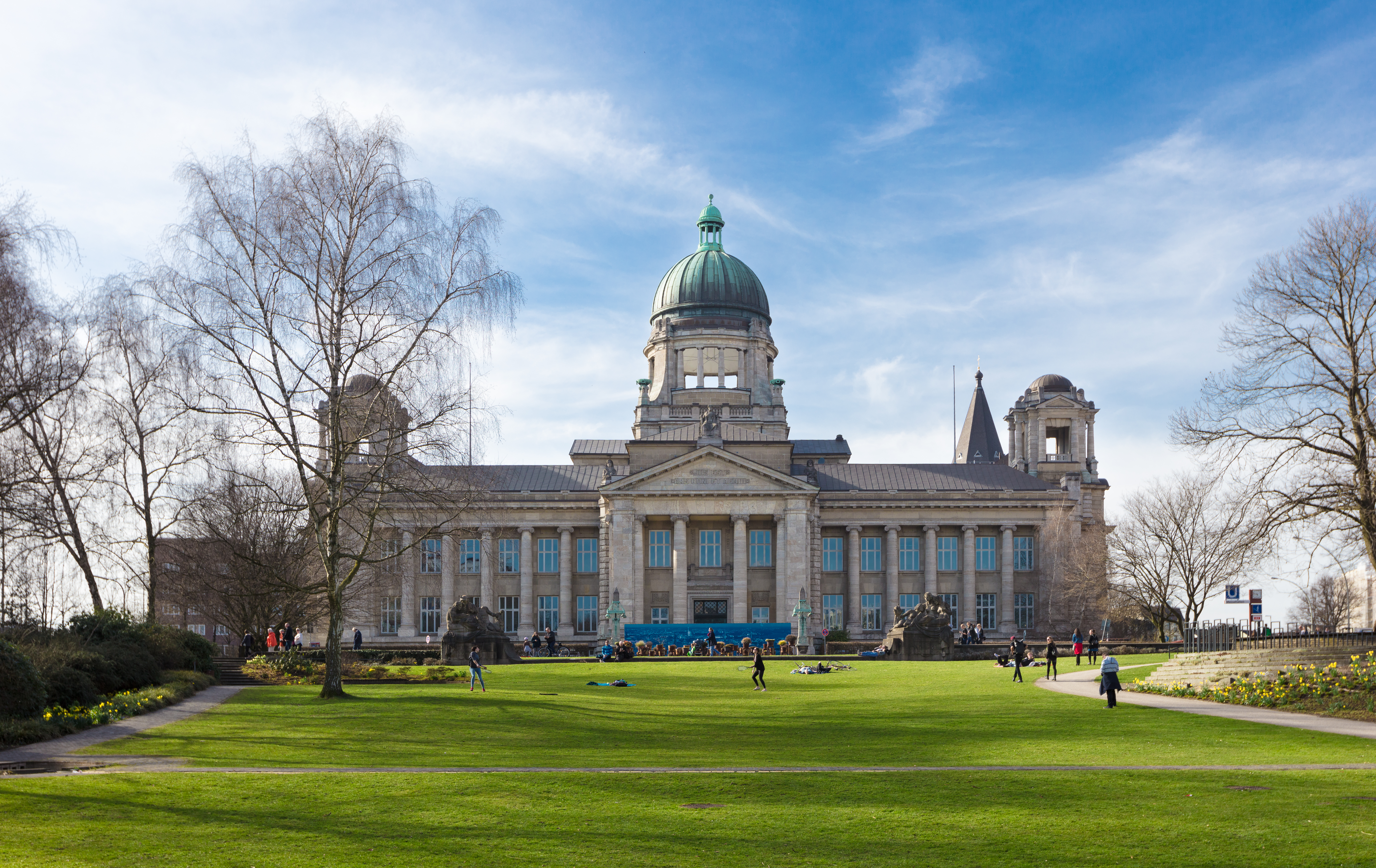
Hanseatisches Oberlandesgericht

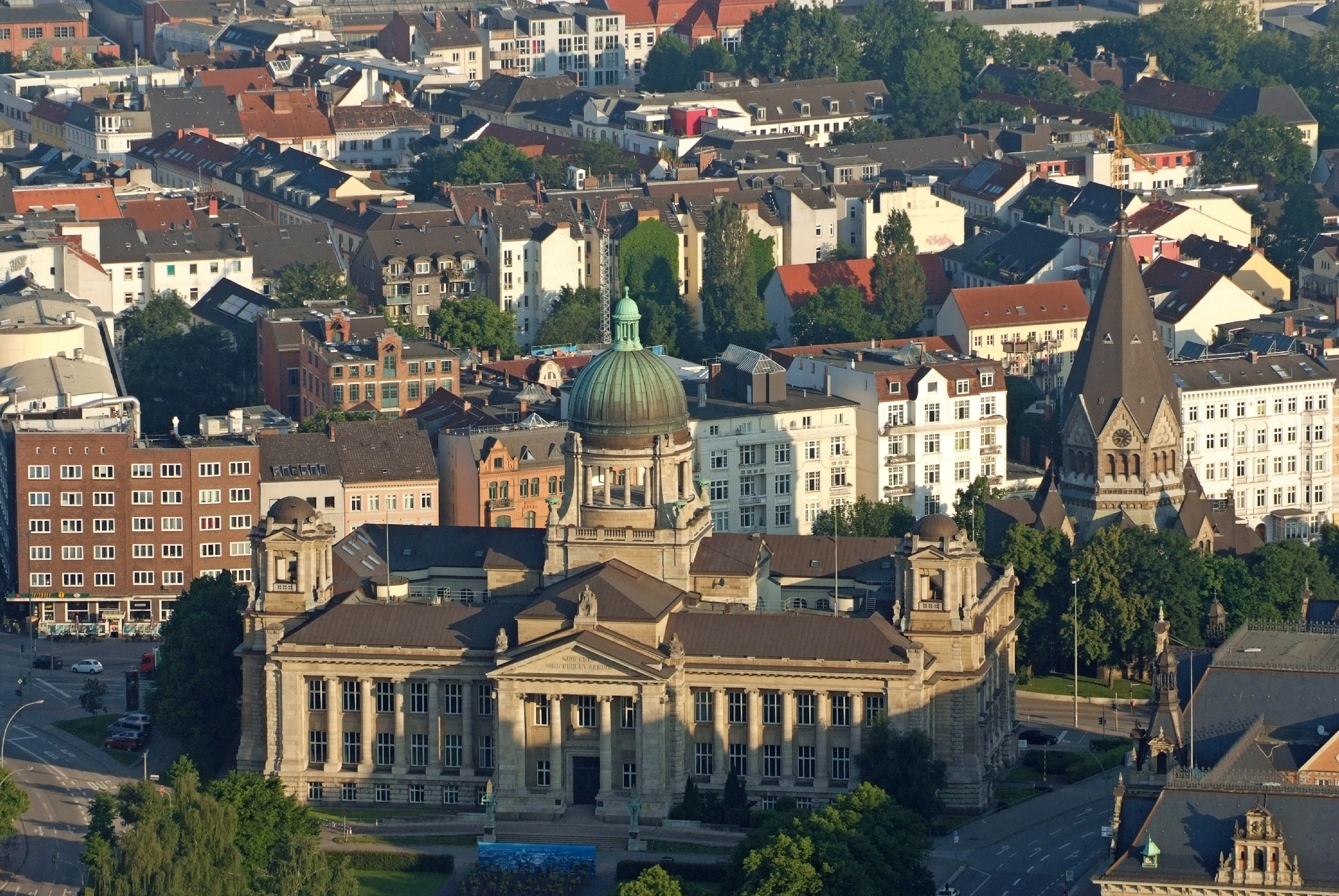
Luftbild 2013

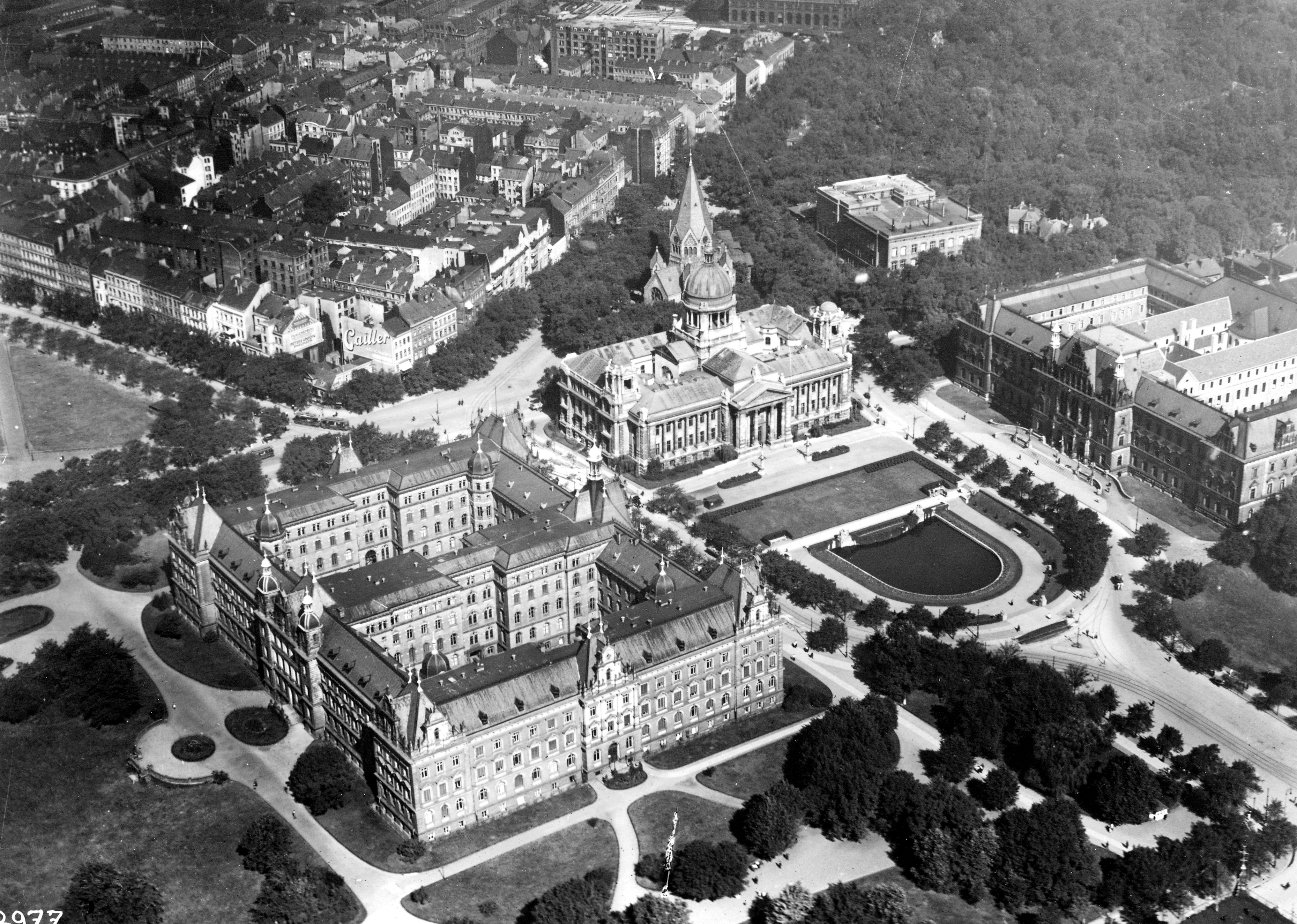
Luftbild 1920

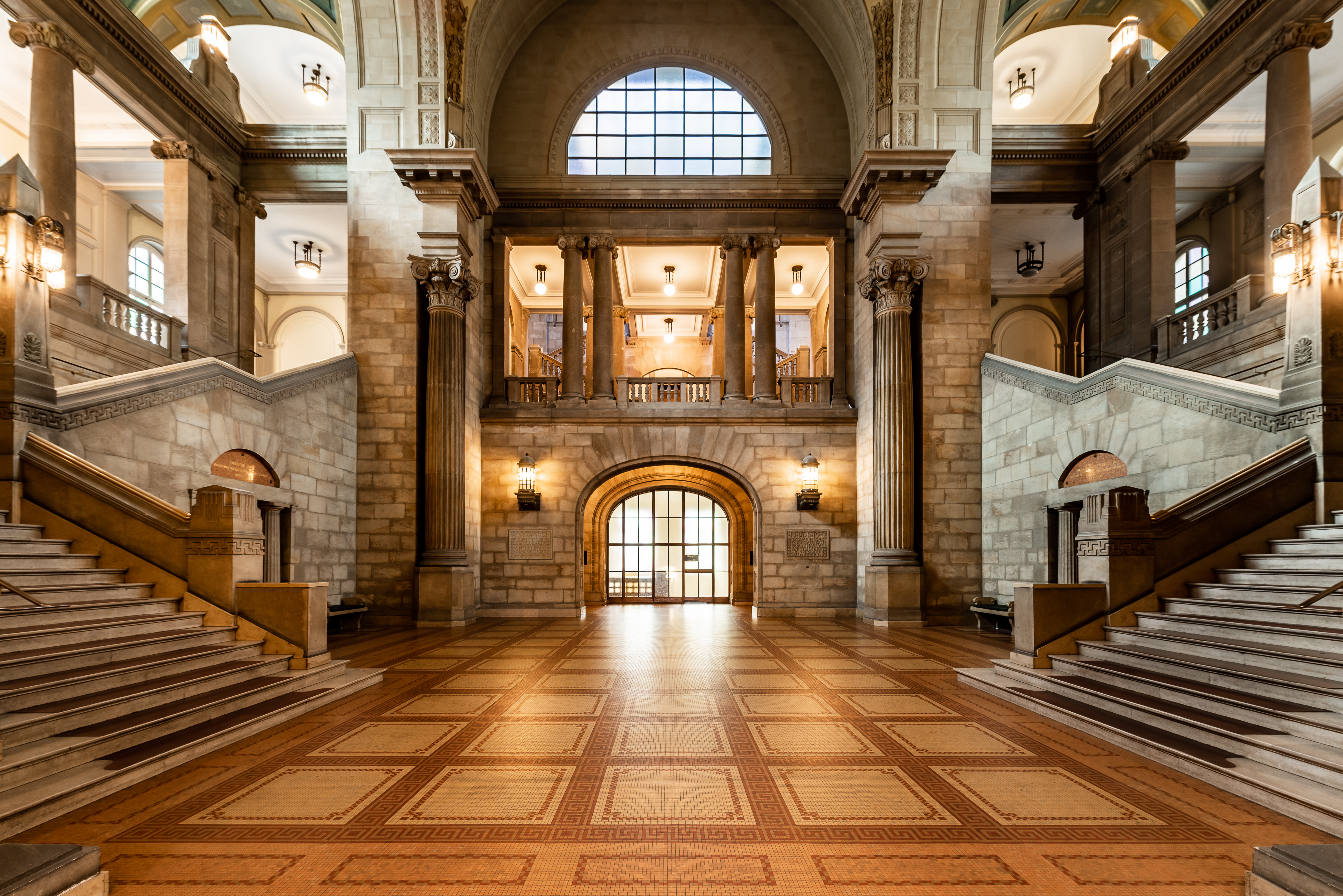
Treppenhaus

Das Hanseatische Oberlandesgericht (abgekürzt HansOLG; amtlich ohne Namenszusatz „Hamburg“) ist das Oberlandesgericht des Landes Freie und Hansestadt Hamburg und somit Teil der hamburgischen ordentlichen Gerichtsbarkeit.

## Geschichte und Gerichtsbezirk
Es hat seinen Sitz am Sievekingplatz, der nach dem ersten Präsidenten des OLG, Ernst Friedrich Sieveking, benannt ist.
Ursprünglich wurde das Gericht am 1. Oktober 1879 als gemeinschaftliches Oberlandesgericht für die Freien Hansestädte Bremen, Hamburg und Lübeck errichtet. Vorgänger war das 1820 entstandene gemeinschaftliche Oberappellationsgericht der vier Freien Städte des Deutschen Bundes, Lübeck, Frankfurt, Bremen und Hamburg mit Sitz in Lübeck.
Lübeck verlor mit dem Groß-Hamburg-Gesetz von 1937 seine Eigenständigkeit, wurde ein Teil von Schleswig-Holstein und fiel damit nun in die Zuständigkeit des damaligen OLG Kiel. 1947 erhielt Bremen ein eigenes Oberlandesgericht, das im Unterschied zu dem in Hamburg ansässigen Hanseatisches Oberlandesgericht in Bremen genannt wird.
Der Bezirk des Hanseatischen Oberlandesgerichts umfasst das Gebiet der Freien und Hansestadt Hamburg mit Ausnahme des Gebiets, das durch den Staatsvertrag über die Regelung der Gerichtszugehörigkeit des Küstengewässers und der Elbmündung in die Amtsgerichtsbezirke Cuxhaven und Wilhelmshaven eingegliedert ist, § 15 des Hamburgischen Gesetzes zur Ausführung des Gerichtsverfassungsgesetzes vom 31. Mai 1965.
Dem Hanseatischen Oberlandesgericht wurde zum 17. Dezember 1970 die Zuständigkeit als Gericht des ersten Rechtszuges in Staatsschutz-Strafsachen auch für das Gebiet der Freien Hansestadt Bremen gemäß § 120 Abs. 5 S. 2 GVG übertragen. Seit dem 8. Juni 2012 ist das Hanseatische Oberlandesgericht auch für das Gebiet des Landes Schleswig-Holstein Gericht des ersten Rechtszugs in Staatsschutz-Strafsachen. Gleiches gilt seit dem 30. Juni 2012 für das Gebiet des Landes Mecklenburg-Vorpommern.
In Binnenschifffahrtssachen ist das Hanseatische Oberlandesgericht seit dem 31. März 1984 als Schifffahrtsobergericht auch zuständig für die Berufungen und Beschwerden gegen die Entscheidungen der für die Länder Niedersachsen, Schleswig-Holstein und die Freie Hansestadt Bremen zuständigen Schifffahrtsgerichte. Das Land Mecklenburg-Vorpommern übertrug diese Zuständigkeit dem Hanseatischen Oberlandesgericht zum 17. Juni 1994.
Im Bezirk des Hanseatischen Oberlandesgerichts sind 11.008 Rechtsanwälte und Syndikusrechtsanwälte (Stand: 1. Januar 2023) zugelassen.
2007 wurde mit Erika Andreß erstmals in der 125-jährigen Geschichte des Gerichts eine Frau Gerichtspräsidentin.

## Architektur des Gerichtsgebäudes
Das 1912 fertiggestellte Gerichtsgebäude Sievekingplatz 2 der Architekten Lundt & Kallmorgen im „antik-palladianischen Monumentalstil“ bildet mit dem Ziviljustizgebäude und dem Strafjustizgebäude das Justizforum am Sievekingplatz und ist auch Sitz des Hamburgischen Verfassungsgerichts. Die drei Gebäude stehen unter Denkmalschutz.

## Organisation

### Über- und nachgeordnete Gerichte
Das dem Hanseatischen Oberlandesgericht übergeordnete Gericht ist der Bundesgerichtshof. Nachgeordnet sind dem Gericht zunächst das Landgericht Hamburg und in zweiter Linie die diesem nachgeordneten Amtsgerichte Hamburg, Altona, Barmbek, Bergedorf, Blankenese, Harburg, St. Georg und Wandsbek.

### Leitung
- 1879–1909: Ernst Friedrich Sieveking
- 1910–1912: Richard Löhmann
- 1912–1917: Otto Wilhelm Brandis
- 1917–1921: Gustav Hansen
- 1921–1927: Max Mittelstein
- 1928–1933: Wilhelm Kiesselbach
- 1933–1935: Arnold Engel
- 1935–1942: Curt Rothenberger
- 1943–1945: Albert Schmidt-Egk
- 1945–1946: Wilhelm Kiesselbach
- 1946–1960: Herbert Ruscheweyh
- 1960–1965: Hans Görtz
- 1965–1969: Reinhart Vogler
- 1. Juli 1969–1984: Walter Stiebeler
- 2. Mai 1985–1994: Helmut Plambeck
- 1. September 1994–2007: Wilhelm Rapp
- 2007–2020: Erika Andreß
- Seit November 2020: Marc Tully

Erika Andreß war nach mehr als 125 Jahren die erste Frau an der Spitze des Gerichts.
Zu den Vizepräsidenten gehörten unter anderem Carl Ritter (ab 1930), Walter Reimers, Hans-Joachim Kurland, Horst-Diether Hensen, Monika Nöhre (2000–2002), Gerold Möller und Guido Christensen. Aktuelle Vizepräsidentin ist mit der Wahl vom 6. März 2024 Silke Alander-Hickl.

### Senate
- 18 Zivilsenate,[14]
  - darunter 5 Senate für Familiensachen
  - 1 auch als Schifffahrtsobergericht tätiger Zivilsenat
  - 2 auch als Kartellsenat tätige Zivilsenate
  - 1 auch als Entschädigungssenat tätiger Zivilsenat
  - 1 auch als Bank- und Finanzsenat tätiger Zivilsenat
  - 2 auch als Bausenate tätige Zivilsenate
  - 1 auch als Heilbehandlungssenat tätiger Zivilsenat
  - 1 auch als Pressesenat tätiger Zivilsenat
  - 1 auch als Erbrechtssenat tätiger Zivilsenat
  - 1 auch als Insolvenz- und Anfechtungssenat tätiger Zivilsenat
  - 4 auch als Versicherungssenate tätige Zivilsenate
- 9 Strafsenate,
  - darunter 5 Senate für Bußgeldsachen
  - 1 auch als Schifffahrtsobergericht tätiger Senat
- 1 weiterer Kartellsenat
- 2 Senate für Steuerberater- und Steuerbevollmächtigtensachen
- 1 Vergabesenat
- 1 Senat für Baulandsachen
- 1 Senat für Notarsachen

Am 1. Januar 2003 waren am Hanseatischen Oberlandesgericht 65 Richter tätig, siehe Kategorie:Richter (Hanseatisches Oberlandesgericht)

### Prüfungsämter
Beim Hanseatischen OLG bestehen außerdem das
- Justizprüfungamt und das
- Gemeinsame Prüfungsamt der Länder Bremen, Hamburg und Schleswig-Holstein

für die Durchführung der beiden juristischen Staatsexamina.